# Trójzgłoskowiec
Trójzgłoskowiec – metrum o rozmiarze trzech sylab, występujące w wariancie żeńskim (sSs), z natury amfibrachicznym, lub w wariancie męskim (SsS). Z reguły pojawia się w przeplocie z innymi, dłuższymi formatami. 
Trójzgłoskowy refren występuje często w rondach:
Słyszycie poszum spadających liści?
Jesień ordzawia marzenia człowieka...
Zórz nam za wiele wróżyli psalmiści —
Za wiele! (...)
Za wieleż czasów, gdy świat się oczyści,
Królestwo Boże tu się na nim ziści —
Za wiele?
Antoni Lange, Rozmyślania, XIII
Trójzgłoskowa może być puenta strofy lub całego utworu:
Ona drwi z naszych myśli, bo wie, że te myśli
Nie w naszej rodzą się głowie;
Bo jakiebądź są rzeczy, ona je nam kreśli
W swem słowie...
Antoni Lange, Rozmyślania, XXXVIII
W podobny sposób wiersz Zaklinam ciebie skomponowała Maria Konopnicka. Poetka zestawiła ze sobą jedenastozgłoskowiec ze średniówką po sylabie piątej, pięciozgłoskowiec i trójzgłoskowiec:
Zaklinam ciebie, o ty ciemny lesie,
Przez ciszę twoją,
Zaklinam ciebie, niechaj mnie ukoją
Twe szumy!
Adam Asnyk w wierszu Szkoda! zastosował trójzgłoskowiec w regularnym przeplocie z ośmiozgłoskowcem:
Szkoda kwiatów, które więdną
W ustroni —
I nikt nie zna ich barw świeżych
I woni;
Poeta ten w wierszu W albumie połączył również trójzgłoskowiec z symetrycznym dziesięciozgłoskowcem w ramach strofy sześciowersowej, rymowanej abccab.
Nie pytaj próżno o przyszłe losy, —
Nie pytaj!
Lecz otwórz ducha pogodne oczy
Na wszystko piękne, co cię otoczy;
W promieniach słońca i w kroplach rosy
Zakwitaj!